# Alliance-Marsch
Der Alliance-Marsch ist ein Marsch von Johann Strauss (Sohn) (op. 158). Das Werk wurde am 26. Dezember 1854 im Wiener Volksgarten erstmals aufgeführt.